# Чушкец
Чушкец — река в России, протекает в Кировской области и Республике Удмуртия. Устье реки находится в 47 км по правому берегу реки Уть. Длина реки составляет 20 км, площадь водосборного бассейна 154 км². В 0,6 км от устья принимает справа реку Сунда.
Исток реки на Красногорской возвышенности у деревни Мамоново (Канахинское сельское поселение, Унинский район Кировской области) в 16 км к юго-востоку от посёлка Уни. Рядом с истоком Чушкеца находится исток реки Лемы, здесь проходит водораздел бассейнов Кильмези и Чепцы. Река течёт на юг, протекает село Уть и несколько нежилых деревень. Незадолго до устья перетекает в Удмуртию, где впадает в Уть ниже деревни Сычи. Единственный крупный приток — Сунда.

## Данные водного реестра
По данным государственного водного реестра России относится к Камскому бассейновому округу, водохозяйственный участок реки — Вятка от водомерного поста посёлка городского типа Аркуль до города Вятские Поляны, речной подбассейн реки — Вятка. Речной бассейн реки — Кама.
По данным геоинформационной системы водохозяйственного районирования территории РФ, подготовленной Федеральным агентством водных ресурсов:
- Код водного объекта в государственном водном реестре — 10010300512111100038736
- Код по гидрологической изученности (ГИ) — 111103873
- Код бассейна — 10.01.03.005
- Номер тома по ГИ — 11
- Выпуск по ГИ — 1